# 高島章
高島 章（たかしま あきら、1962年3月13日 - 2023年3月）は、日本の元弁護士である。弁護士名簿登録番号は22968である（2022年登録抹消）。2000年度に新潟県弁護士会副会長を務めた。

## 経歴
- 新潟県立新潟工業高等学校建築科を卒業し、神奈川大学法学部に入学。林美月子専任講師（現・立教大学教授）のゼミで学び、卒業した[2]。
- 1989年に旧司法試験の口述試験で不合格となり（主査・渥美東洋の刑訴法の試験で「逮捕に伴う捜索差押の空間的範囲」に関して何も答えられなかった）。その後、飯田橋のLEC口述試験道場に通う。
- 1990年に旧司法試験に合格して第45期司法修習生となる。
- 1993年に新潟県弁護士会に登録して高島章法律事務所を開所する。
- 2000年に新潟県弁護士会副会長に就任した。

朝鮮総聯新潟県本部顧問弁護士と日本弁護士連合会刑事法制委員会幹事を務めている。

## 賞罰
- 2005年5月 日本酒4合を飲酒して身体中にアルコールを有する状態で運転し交通検問で摘発された事由で、業務停止1月を受ける。
- 2006年4月 セクハラ訴訟で訴状公開によりプライバシーを侵害した非行事由で、戒告される。
- 2017年1月 インターネットで弁護士（同業者）を侮辱した事由で、戒告される。（以上，日本弁護士連合会機関雑誌「自由と正義」記載内容検索結果[3]による。）
- 2019年9月17日 刑事事件の保釈保証金の還付金300万円を横領したとして、新潟県弁護士会から業務停止3月の懲戒処分を受けた[4]。
- 2021年2月18日 着手金の返還に応じないなど4件の理由により、新潟県弁護士会より業務停止6月の懲戒処分を受ける[5]。

## 活動・主張

### 新潟水俣病第三次損害賠償訴訟・同行政訴訟
新潟水俣病の未認定患者ら11人が国、県、昭和電工に1人当たり1200万円などの損害賠償を求める、新潟水俣病第3次訴訟で弁護団長を務めたが、2016年3月10日に新潟地方裁判所が原告9人中2人は同居家族に認定患者がおらず請求棄却、と判決すると「家族に認定患者がいるかいないか不当な線引きで、もう少し踏み込んだ判断をしてもらいたかった」「認定患者の有無が判断基準として定着することを恐れている」と語った。

### 司法制度改革批判
裁判員制度導入、法テラス、法科大学院設立等の司法制度改革に反対している。

### リンチ事件
2015年12月に「しばき隊リンチ事件」の被害者代理人を務めて、彼らの活動を「反対派を暴力で叩きのめす手法は民主主義の原則に背く」と批判している。

## SNS中傷被害
2015年10月下旬より「壇宿六（闇のキャンディーズ）」のTwitterアカウントが罵詈雑言の誹謗中傷を繰り返したが、当該人物が新潟日報上越支社の報道部長であることを11月23日に突き止めて謝罪させた。はすみとしこのイラストをFacebookで評価した人物の個人情報が公開された事件を「Twitterで批判的したからではないか」と被害理由を答えた。

## 人物
- キリスト教ルター派原理主義者
- にいがた東響コーラス団員